# イラク憲法
イラク憲法（イラクけんぽう、アラビア語:  دستور جمهورية العراق）は、イラクの憲法である。
イラクの最初の憲法はイギリス軍占領下の王政時代の1925年に制定された。現行は2005年制定で、民主主義と法治国家を標榜し、イスラム教を国教とし、人種差別を廃し、国内外の平和主義を唱導する。以下は現行憲法について記述する。

## 概要
イラク憲法の基本原則
イラクは代議制の共和国であり、イスラム教を国教としながらも、国民の思想信条、信教の自由を保障している。公用語はアラビア語とクルド語の両方であるとし、かつ双方はいかなる場面でも平等に扱われるとする。結社の自由、通信の自由、言論の自由を保証し、反テロリズムを標榜し、人種差別を禁じ、旧バアス党の擁護を禁じている。イラク政府は内政不干渉を宣言し、外交を平和的手段で解決することを標榜している。軍は文民統制の元に存在し、軍人や国防省に在籍するものは被選挙権を有しないこと、権力移行時にいかなる影響力も行使しないことが明記されている。また、大量破壊兵器の不所持や不拡散も宣言している。

## 本文
前文
思慮深く、慈悲深きアッラーフの名において。
「まことに、我々はアーダムの子供たちに敬意を表しました」（17項:70コーラン）、
我々はメソポタミアの息子であり、預言者の土地に住み、神聖なイマームの休息所であり、文明のゆりかごであり、アルファベットを作り、数学を基礎づけたのである。我々の土地で、人類による最初の法律は実施され、史上最古の契約が、ここで刻み込まれ、わが国土において、預言者と聖者が祈り、哲学者と科学者が理論づけ、芸術家が創造するのである。
神の真理を感じながら、我々は人々や故郷の呼びかけに応じ、我々のリーダーや改革者らの偉大な権威による決定に賛同し、我々を愛する国際的な支援の中で、2005年1月30日老若男女を問わず、何百万のもの人々が歴史上初めて投票箱へ向かい行進し、党派主義者による抑圧や独裁主義者による重荷に苦しみながら、シーア派やスンナ派、アラブ人、クルド人やトルコ人、これらイラクの殉教者たちの悲劇、聖なる南シャーバニヤの荒廃を脳裏に浮かべ、ハラブジャ、バルザーン、アンファールやフェイリクルドでの人種差別による大虐殺に苦悩し、バシールでのトルクメン人の試練を思い、文化や文明転換の強要や指導者や長老たちの暗殺に苦悩した、西部地方の多くの人々を見た。だから我々は手に手を取り合い、肩と肩と組み合って、新しいイラクを、宗派争い、地域や人種差別などのあらゆる差別、そして排除の論理を持たないイラクを創造しようとするのである。
不信心な者やテロリストの罪が、我々の法治国家を建設する道を止めることはない。我々は宗派主義と人種差別を退け、国家の結束を強化して、権力委譲のあと、資源の正当な分配と機会の均等を実現する。
我々は蹉跌から立ち上がり、共和制、連邦制、そして、民主的で多元的な国家の未来を信じ、法治主義を重視し、覇権主義を捨て、女性の権利に留意し、高齢者に配慮し、若者の声を聞き、文化の多様性の維持と、テロリズムの排除を企図することを全国民とともに決議した。
今まで陽の当たらなかった者たちを含み、我々全イラク国民は、我々自らの意思で、我々自らの選択によって、我々の未来を切り開き、歴史から学び、天上の神託、科学、人類の文明の理想と価値を鑑みながら、この永遠の憲法を採択する。この憲法を堅持することは、イラク国民、その領土と国家の自由な統一を保持することである。
第1章：基本原則
第1条：イラク共和国は独立国である。そして、その統治は民主的であり、連邦制であり、代議制の共和国である。
第2条：
第1項：イスラム教は国教であり、立法の源である。
ア） 議論の余地のないイスラム教の原則に反する法律を制定することは出来ない。
イ） 民主主義の原理に反する法律を制定することは出来ない。
ウ）この憲法に記述される自由と権利に反する法律を制定することは出来ない。
第2項：この憲法は、イラク国民のイスラム教への信仰を尊重し、すべての国民の宗教的権利、信条と信教の自由を保障する。
第3条：イラクは、多民族を有し、いくつもの宗教があり、そして、いくつもの分派を有する国家である。イラクはイスラム世界の一部であり、そしてその国民はアラブ諸国家の一部である。
第4条：
第1項：アラビア語とクルド語はイラクの2つの公用語である。教育の規則に従って、イラク国民は政府の教育機関または個人的な教育機関において、彼らの母国語（例えばトルクメンやアッシリアの言語）あるいは他のどんな言語によってでも彼らの子供たちを教育する権利を保証される。
第2項：公用語という言葉の範囲と、この第4条第2項の意味する詳細は、該当する法律によって定められる。
（ア）官報は、両方の言語で発表される。
（イ）公的な場所、例えば議会や閣議、裁判所や政府の会議、これらの場所での会話、演説、発表は、どちらの言語によってでも可能である。
（ウ）公文書や公的な信書はふたつの言語のどちらでも可能であるが、公文書の発表は両方の言語でなされる。
（エ）学校の開校においては、両方の言語で教育が受けられるようにする。
（オ）公用語の使用は、どのような領域（例えば証券、パスポート、切手）においても平等でなければならない。
第3項：クルド人の地域の連邦機関と施設は、両方の言語を使用する。
第4項：トルクメンとアッシリアの言語は、彼らが居住する地域の公用語である。
第5項：過半数の住人が住民投票で承認するならば、どんな地域または行政区でもさらなる公用語として地方の言葉を追加することが出来る。
第5条：法律は至高である。イラク国民はその権力とその合法性の源である。そしてそれは、イラク国民による直接の、秘密の投票と国家機関を通して行使される。
第6条：政府は、この憲法で明記される民主主義の手段によって平和的に交代しなければならない。
第7条：
第1項：人種差別、テロリズム、タクフィール（異教徒だと宣告すること）や宗派浄化を宣言したり、扇動したり、正当化することはどのような形式であれ禁止される。どんな名目であろうと、特にサッダーム・フセインのバアス党の擁護も禁止される。イラク国内で、複数の政府が存在することは許されない。
第2項：わが国はあらゆる方法でテロリズムと戦う。そしてその国土がテロリズムの活動のための基地、通り道または舞台であることを防ぐ。
第8条：イラクは善隣外交の原則に従う。そして他の国の内政に干渉しない。そして、イラクは平和に紛争を解決しようとし、共通の利害と平等の原則に基づいてその関係を確立して、国際的義務を尊重する。
第9条：
第1項
（ア）イラク軍はイラク国民により構成される。彼らは、差別または排除なしに、バランスを考慮しながら選ばれる。彼らは文民統制のもとに存在し、イラクを防衛する。イラク軍と警察は、イラク国民を弾圧するためには使用されない。また、政治情勢に介入しない。そして、彼らは権力の交代においていかなる役割も果たさない。
（イ）イラク軍の枠外で民兵組織を構成することは、禁止される。
（ウ）イラク軍とその人員、あるいは国防省やそれに付随するいかなる組織でも、そこで働いている者は、選挙に立候補することは出来ない。彼らは選挙運動に従事してはならないし、国防省の規則によって禁じられている活動に参加してはならない。この禁止事項は職務上あるいは個人的な活動双方を含むが、彼らの投票権を制限するものではない。
エ）イラクの情報局は情報を集めて、国家の安全に対する脅威を評価して、イラク政府に報告する。それは、文民統制下で行われ、立法府の管理を受ける。それは、法律に従い、基本的人権を尊重して行われる。
オ）イラク政府は、核、化学、生物学的兵器を拡散させず、開発せず、生産せず使用もしないことに関して国際的な確約を尊重して、実行する。そのような武器の開発、製造、製造と使用に用いられる関連器材、材料、テクノロジーと輸送機器の開発は、禁止される。
第2項 — 兵役は、法律によって規定される。
第10条：神聖な聖地と宗教施設は、宗教的で文化的な実体である。政府は、それらの神聖さを保全し、宗教的儀式の実施を保証する。
第11条：イラク共和国の首都は、バグダードである。
第12条：
第1項: — イラクの旗、紋章と国歌は、法律によって、イラクの人々を象徴するように決定される。
第2 — 叙勲、祝日、宗教的、国家行事と公式暦は、法律によって規定される。
第13条：
第1項: — この憲法は、イラクの最高法規である。それは、例外なしに全国内に適用される。
第2 — この憲法と矛盾する法律は、制定することは出来ない。地方で制定されるどのような法律も、この憲法と矛盾して制定することは出来ない。
第2章：権利と自由
第1節：権利
公民的、政治的な権利
第14条：
イラク人は、性別、人種、民族、起源、肌の色、宗教、思想信条、または経済的社会的地位に基づく差別なしに、法の前に平等である。
第15条：
あらゆる個人には、幸福、安全と自由を享受する権利がある。これらの権利の奪取または制限は、法律あるいは、裁判所の決定によるもの以外は禁止される。
第16条：
機会均等は、すべてのイラク人に保証される。政府は、そのような機会均等を達成するために必要な処置をとる。
第17条：
第1項：他人の権利と公序良俗に違反しない限り、あらゆる個人にはプライバシーに対する権利がある。
第2項：家屋は不可侵である。司法判断によらない限り、何人も、他人の家屋に侵入できないし、捜索されないし、危険な状態に晒されない。
第18条：
第1項：イラク国籍はあらゆるイラク人の権利であり、市民権の基礎である。
第2項：イラク人は、イラク国民の父または母に持つ。イラク国籍は、法律によって規定される。
第3項：
A。イラクに生まれたイラク国民は、どのような理由であれその国籍を剥奪されることはない。国籍を剥奪された者はそれを取り戻す権利がある。これは法律によって明記される。
B.法律によって明記された場合においては、イラク国籍は、帰化したイラク人から剥奪される。
第4項：イラク国民には、多重国籍を持つものがいるが、政府高官や警備主任を拝命するものは、他の国籍を破棄せねばならない。これは、法律によって規定される。
第5項：イラクの市民権は、イラクの人口構成の不均衡を是正する目的で与えることは出来ない。
第6項：国籍の付与条件は、法律によって規定される。
第19条：
第1項：裁判官は独立している。そして、法律以外のいかなるものも裁判官を束縛しない。
第2項：犯罪と刑罰は、法律によって規定される。法律が侵犯された時のみ、刑罰は行われる。法律の規定を超える刑罰を課すことは出来ない。
第3項:訴訟は、すべての人のために保護され保証された権利である。
第4：弁護に関する権利は、神聖不可侵であり、捜査と裁判のすべての段階に保証される。
第5項:公平な裁判で有罪が宣告されるまで、被告人は無罪である。新しい証拠が示されない限り、被告人は無罪判決の後、同じ犯罪で裁判にかけられることはない。
第6項:あらゆる人は、裁判において公平に扱われる権利を有する。
第7項:裁判官が秘密にすることに決めない限り、裁判は公開で行われる。
第8項:刑罰は受刑者のみに行われる。
第9項:法律が規定しない限り、法律は過去にさかのぼって適用されることはない。ただし、税金と手数料に関してはこの限りではない。
第10項:被告人の利益にならない限り、刑法は過去にさかのぼって適用されることはない。
第11項:裁判所は、弁護士を持てない被告人のために、国家の費用で弁護士を付ける。
第12項:
A。不法な拘留は禁止される。
B.逮捕拘禁は、その目的のために作られた場所においてのみ行われる。そして法律の規定に従う、健康に留意した刑務所規定による場所において、それらは行われる。
第13項:逮捕後の調書は、被告人の逮捕から24時間以内に裁判所に提出されなければならない。ただしその期間は、1度だけ、24時間延長することが出来る。
第20条：
市民（男性と女性）は、公共問題に参加し、投票し、選挙し、立候補する権利を有する。
第21条：
第1項：イラク人は、外国の政府に引き渡されない。
第2項：イラクへの政治亡命の権利は、法律によって規定される。政治亡命者は外国の政府に引き渡されないし、意に反して強制送還されることもない。
第3項:国際犯罪、あるいはテロ犯罪を犯したとされる者またはイラクに損害を与えた者へは政治亡命の権利を与えることはない。
第2項：経済、社会、文化的な自由
第22条：
第1項：労働は、適切な生活を保証するための、すべてのイラク人の権利である。
第2項：雇用者と雇用主との関係は、経済学的基盤と社会正義にのっとって、法律により規定される。
第3項:政府は、労働組合結成の権利を保障する。これは法律によって規定される。
第23条：
第1項：私有財産は保護される。その所有者は、法律の範囲内においてそこから利益を得て有効に使う権利がある。
第2項：公共の利益のために、適正な補償なしには、いかなる私有財産も侵害されることはない。これは法律によって規定される。
第3項:
A。あらゆるイラク人には、イラク内で不動産を所有する権利がある。法律によって規定される例外を除いて、外国人は不動産を所有することは出来ない。
B.人口比率を変更する目的のために不動産を所有することは、禁止される。
第24条：
政府は、地方間のイラクの人的資源、商品と資本の移動の自由を保証する。これは、法律によって規定される。
第25条：
政府は、イラク国内の資産への有効な投資、景気刺激の多様化、そして民間部門の発展を確実にするために、最新の経済学に則ってイラクの経済の改革する。
第26条：
政府は、様々な分野への投資を保証する。これは、法律によって規定される。
第27条：
第1項：公有財産は神聖不可侵である。その保護は各々の市民の義務である。
第2項：政府の所有物の保護と管理に関する条項、政府の所有物の売却と制限がされるところの条件、その条件によらなければいかなる政府の所有物も放棄されないところの条件は、法律によって規定される。
第28条：
第1項：法律によらなければ、いかなる税金または罰金も課されないし、修正されないし、免除もされない。
第2項：所得の低い者は、最低限度の生活を維持出来るように、税金を免除される。これは、法律によって規定される。
第29条：
第1項：
A。家族は、社会の基盤である。政府は、その構成要素とその宗教的で、道徳的で、愛国的な価値を維持することに努める。
B.政府は母親や乳幼児や高齢者を保護する。政府は若年層に留意し、彼らの才能と能力を高めるために、適切な機会を提供する。
第2項：子供たちには、躾、養育と教育に関して彼らの両親に対して権利を持っている。両親は、必要なとき、例えば障害や老年のときに、子供たちに対して留意と扶養をしてもらう権利を持つ。
第3項:子供への経済搾取は、完全に禁止される。政府は、彼らを保護するための必要な処置をとる。
第4項:家庭、学校や社会での暴力や虐待は、すべて禁止される。
第30条：
第1項：個人と家族への政府保証－特に子供たちと女性－社会および健康面での安寧と自由で尊厳のある生活を送るための必要条件。政府はこれらのものと、彼らに適切な収入と適当な住居を保証する。
第2項：政府は高齢者、病気の者、障害者、ホームレス、孤児または失業者の社会的および健康的安寧を保証する。そして彼らを疎外、恐怖と貧困から保護する。政府は、彼らに保護とリハビリテーションの場と特別な政策を提供する。これは、法律によって規定される。
第31条：
第1項：あらゆる市民は、健康に対する権利を有する。政府は公衆衛生に関する施策を行い、様々な種類の病院と医療機関を建設することによって疾病予防と処置の手段を提供する。
第2項：個人と諸機関は政府の管理により病院または医院を建設することが出来る。これは法律によって規定される。
第32条：
政府は障害者や特別な庇護を必要とする人々を保護する。そして彼らを社会で再び活躍するための彼らのリハビリテーションを行う。これは、法律によって規定される。
第33条：
第1項：すべての個人は、安全な環境で生きる権利を有する。
第2項：政府は、環境保護と生物学的多様性の維持を行う。
第34条：
第1項：教育は社会の進歩の基本的な要素であり、政府によって保証される、国民の権利である。初等教育は国民の義務である。そして、政府は無学を根絶することに努める。
第2項：自由な教育は、あらゆる年齢のすべてのイラク人のための権利である。
第3項:政府は人々に貢献する平和な目的のための科学研究を促進し、様々な創造力を育成する。
第4項:個人的、あるいは私学教育は、保証される。これは、法律によって規定される。
第2節：自由
第35条：
第1項：
A。個人の自由と尊厳は、保護される。
B.司法による決定以外に、何人も拘留されることはなく、尋問もされない。
C.精神的または身体的な拷問と残忍な刑罰は、禁止される。力、脅迫または拷問によって強制されるいかなる自白も、証拠とはならない。これらの不当な処置を受けた者は、物質的または精神的損害賠償のために法律に従って補償を要求する権利を有する。
第2項：政府は、思想的、政治的、宗教的な強制から個人を保護する。
第3項:徴兵（無報酬の労働）、農奴制、奴隷売買（奴隷制度）、女性と子供たちの人身売買、売春は、禁止される。
（第4項:政府は、イラクの文明的な歴史と文化に適切な方向で、文化的な活動と制度を進める。それは、真正のイラクの文化的な潮流に沿うようになされる。）
第36条：
政府は、公序良俗に違反しない限りで、以下のものを保証する。
A。あらゆる手段による表現の自由。
B.新聞、印刷、広告、メディアと出版の自由。
C.集会と平和的なデモの自由。これは、法律によって規定される。
（D. すべてのイラク人にはスポーツをする権利がある。そして、政府はその活動と推進を促さなければならない。そして必要なものを提供する。）
第37条：
第1項：結社することの自由と、それに参加することの自由は保障される。これは、法律によって規定される。
第2項：党派や結社へ、何人たりとも参加、また参加の継続することを強制することは出来ない。
第38条：
通信、信書、電信、電子メール、電話やその他の通信手段の自由は、保障される。そして、これらの通信は司法による決定によるものを除いて傍受されないし、盗聴されないし、無断で開示されたりしない。
第39条：
イラク国民は、その宗教、党派、信条または選択によって差別されることはない。これは、法律によって規定される。
第40条：
思想信条の自由は、保障される。
第41条：
第1項：すべての宗派党派の参加者は以下の自由を持つ：
A。宗教的な儀式の実施（シーア派の式典を含む）
B.寄贈、その問題とその宗教的な機関の運営。法律は、これを規定する。
第2項：政府は、崇拝の自由と礼拝所の保護の自由を保証する。
第42条：
第1項：移動の自由、外国旅行の自由は保障される。
第2項：イラク国民は、亡命させられないし、国外追放もされないし、イラクへ戻ることを妨げられることもない。
第43条：
第1項：政府は民間の公共機関の役割を支援する。そして、平和的な手段に沿ってその合理的な目標に到達するためにその独立を支持して、展開して、維持する。これは、法律によって規定される。
第2項：政府は、イラクの各部族、種族の発展に寄与する。そして宗教と法律に沿う形でそれらの問題に対処する。またその社会の発展に貢献するように彼らの高貴な人間性を維持するように努める。政府は、基本的人権と矛盾する、部族の伝統を禁止する。
第44条：
制限が、権利と自由の本質を侵害しない限りにおいて、この憲法に規定された権利と自由の実践における制限はない。
第3章：連邦制
第45条：
イラク共和国の国家権力は、立法府、行政府と司法府から成る。それらは、三権分立の原理に基づいて、それぞれの役割を果たす。
第1節：立法権：
第46条：
連邦立法権は、上院と下院から成る。
第1項：代議制
第47条：
第1項： 100,000人のイラクの人につき1人の代表の比率で、下院議会は構成される。下院議員は、直接の秘密投票を通して選ばれる。
第2項：下院議員の立候補者は、完全に資格のあるイラク国民でなければならない。
第3項:立候補者と有権者、選挙を管理する者はすべて当該の法律によって規定される。
第4項:選挙法は、下院議員の4分の1以上を女性が占めるように取り計らなければならない。
第5項:下院議会は、議員の辞任、失職または死亡による再選挙に関する法律を公布する。
第6項:下院議員は他の公職との兼務は認められない。
第48条：
下院議員の会議の各々のメンバーは、その任務を引き受ける前に、議会の前に以下の誓約をしなければならない：
（私は全能の神に誓い一心に、そして、正直に私の仕事と責任を遂行し、イラクの独立と主権を維持し、その人々の利益を保護して、その土地の安全、空、海、資源と民主主義を監視する。そして、私は人々と個人の自由を保護し、司法の独立、そして、中立的に忠実に、法の番人となる。神は、私を見守る者です）。
第49条：
下院議会は、自身の仕事を管理するために、条例を制定する。
第50条：
第1項：下院議員の会議は、3分の2以上の多数決によって決定される。
第2項：下院議会の決定に対しては、その発表の日付から30日以内に、連邦最高裁判所に違憲審査の訴えを起こすことが出来る。
第51条：
第1項：下院議会は、秘密会として行われない限り、公開で行われる。
第2項：下院議会の議事録は、議会が適切と見なす方法で公開される。
第52条：
共和国大統領は、総選挙結果の認可の日付から15日以内に大統領令によって下院議会を召集しなければならない。下院議会の最年長者は、下院議長と2人の副議長を選出するための最初の議会の議長を務める。この期間は、延長することは出来ない。
第53条：
直接の無記名投票による絶対多数決によって、最初の下院議会は大統領、第1第2副大統領を選出する。
第54条：
第1項：下院議員の任期は数え年で4年である。最初の下院議会から任期は始まり、4年めの年末で任期は終了する。
第2項：次の下院議員は、現在の議員の任期が終了する45日前に選ばれる。
第55条：
下院議会は毎年、8ヶ月間の会期で開催される。条例は、その議会の進め方を規定する。予算を審議している会議は、それが成立するまで閉会されることはない。
第56条：
第1項：大統領、首相、下院議長、あるいは50人以上の下院議員の要請によって、臨時議会を招集することが出来る。臨時議会の議題は、要請されたもののみである。
第2項：大統領、首相、下院議長、あるいは50人以上の下院議員の要請によって、30日を限度として議会の会期を延長することが出来る。
第57条：
第1項：
A。下院議会の議決に必要な定足数は、全議員数の3分の2以上である。
B.定足数に達しているならば、議会の議決は、特に規定されない限り単純過半数によって決定される。
第2項：
A。法案は、大統領と首相によって提出される。
B.提案された法律は、下院議員の会議の10人のメンバーによって、または、その専門委員会のうちの1つによって提示されます。
第58条：
下院議会は、以下の議題を討議する：
第1項：連邦法の制定。
第2項：行政の監視。
第3項:共和国大統領の選出。
第4項:国際条約は、下院議員の3分の2以上の賛成によって批准される。
第5項:以下の官職の指名：
A。連邦破毀院の長官とその裁判官、連邦検察庁長官と上級裁判所の要請に基づく司法監視院長官（3分の2以上の賛成による）。
B.大使と内閣の提案に基づく特別大使。
C.イラク軍最高司令官とその上級職員、各将官。内閣の助言に基づいた情報省長官。
第6項:
A。下院議員の会議の3分の2以上の賛成による、共和国大統領への弾劾裁判。
B.以下の場合のうちのいずれか1つ以上の件で連邦最高裁によって弾劾されたとき、下院議員の3分の2以上の賛成によって、大統領を解任することが出来る：
1－憲法に対する誓いの反故。
2－憲法に対する違反。
3－国家反逆罪。